# Fillmore, Utah
Fillmore är administrativ huvudort i Millard County i den amerikanska delstaten Utah. Orten grundades 1851 som Utahterritoriets första huvudstad och fick sitt namn efter USA:s dåvarande president Millard Fillmore. Huvudstaden flyttades 1856 till Salt Lake City.

## Kända personer från Fillmore
- Culbert Olson, politiker, Kaliforniens guvernör 1939–1943
- William H. King, politiker, senator 1917–1941
- Arnold Williams, politiker, Idahos guvernör 1945–1947